# Трейлл (округ, Північна Дакота)
Шаблон:StateAbbr_ 47°27′00″ пн. ш. 97°11′00″ зх. д. / 47.45° пн. ш. 97.183333333333° зх. д.
Округ Трейлл (англ. Traill County) — округ (графство) у штаті Північна Дакота, США. Ідентифікатор округу 38097.

## Історія
Округ утворений 1875 року.

## Демографія
За даними перепису
2000 року
загальне населення округу становило 8477 осіб, усе сільське.
Серед мешканців округу чоловіків було 4255, а жінок — 4222. В окрузі було 3341 домогосподарство, 2232 родин, які мешкали в 3708 будинках.
Середній розмір родини становив 3.
Віковий розподіл населення поданий у таблиці:
| Стать    | До 15 років | 15-21 | 22-29 | 30-39 | 40-49 | 50-65 | 65-85 | Понад 85 |
| -------- | ----------- | ----- | ----- | ----- | ----- | ----- | ----- | -------- |
| Чоловіки | 887         | 514   | 342   | 569   | 645   | 633   | 574   | 91       |
| Жінки    | 805         | 450   | 301   | 503   | 604   | 601   | 765   | 193      |

## Суміжні округи
- Гранд-Форкс — північ
- Полк, Міннесота — північний схід
- Норман, Міннесота — схід
- Кесс — південь
- Стіл — захід

## Виноски
1. ↑  US Decennial Census. US Census Bureau. Архів оригіналу за 12 травня 2015. Процитовано 1 лютого 2015.
2. ↑  Historical Census Browser. University of Virginia Library. Архів оригіналу за 11 серпня 2012. Процитовано 1 лютого 2015.
3. ↑  Forstall, Richard L., ред. (20 квітня 1995). Population of Counties by Decennial Census: 1900 to 1990. US Census Bureau. Архів оригіналу за 5 березня 2015. Процитовано 1 лютого 2015.
4. ↑  Census 2000 PHC-T-4. Ranking Tables for Counties: 1990 and 2000 (PDF). US Census Bureau. 2 квітня 2001. Архів оригіналу (PDF) за 18 грудня 2014. Процитовано 1 лютого 2015.
5. ↑  State & County QuickFacts. Бюро перепису населення США. Архів оригіналу за 21 липня 2011. Процитовано 1 листопада 2013. [Архівовано 2011-06-07 у Wayback Machine.](англ.) Наведено за англійською вікіпедією.
6. ↑  American FactFinder. Бюро перепису населення США. Архів оригіналу за 26 лютого 2012. Процитовано 31 січня 2008. [Архівовано 2008-05-21 у Wayback Machine.]

| США | Це незавершена стаття з географії США. Ви можете допомогти проєкту, виправивши або дописавши її. |